# Harper (pel·lícula)
Harper (estrenada al Regne Unit com The Moving Target) és una pel·lícula de misteri estatunidenca de 1966 basada en la novel·la de Ross Macdonald de 1949 The Moving Target i adaptada per a la pantalla pel novel·lista William Goldman, que admirava els escrits de MacDonald. La pel·lícula és protagonitzada per Paul Newman com a Lew Harper (Lew Archer a la novel·la), i va ser dirigida per Jack Smight, amb un repartiment que inclou Robert Wagner, Julie Harris, Janet Leigh, Shelley Winters, Lauren Bacall i Arthur Hill. Està doblada al català.
La pel·lícula ret homenatge a les representacions de Sam Spade i Philip Marlowe de Humphrey Bogart amb Lauren Bacall, la vídua de Bogart, que interpreta a una dona ferida que busca el seu marit desaparegut, un paper similar al general Sternwood a la pel·lícula de Bogart i Bacall de 1946 El son etern.
Goldman va rebre el premi Edgar de 1967 al millor guió cinematogràfic. El 1975, Newman va repetir el seu paper a Amb l'aigua al col.

## Argument
L'investigador privat Lew Harper és contractat per una dona rica de Califòrnia per localitzar el seu marit segrestat.

## Repartiment
- Paul Newman com Lew Harper
- Lauren Bacall com Elaine Sampson
- Julie Harris com Betty Fraley
- Arthur Hill com Albert Graves
- Janet Leigh com Susan Harper
- Pamela Tiffin com Miranda Sampson
- Robert Wagner com Allan Taggert
- Robert Webber com Dwight Troy
- Shelley Winters com Fay Estabrook
- Harold Gould com Sheriff Spanner
- Martin West com Deputy
- Roy Jenson com Puddler
- Strother Martin com Claude
- Eugene Iglesias com Felix

## Producció

### Desenvolupament
William Goldman havia escrit la novel·la Boys and Girls Together i el productor Elliot Kastner havia optat als drets cinematogràfics de la novela. Kastner es va reunir amb Goldman i va expressar el desig de fer una pel·lícula dura, una "amb pilotes". Goldman va suggerir que les novel·les de Lew Archer de Ross Macdonald serien ideals: Goldman feia temps que era un admirador de Macdonald, dient que els llibres d'Archer eren "la millor sèrie de novel·les policíaques mai escrites per un estatunidenc" i que Macdonald era "un dels millors novel·listes americans d'avui dia i segueix millorant".
Goldman es va oferir a fer una adaptació. Kastner va acceptar, dient que optaria per qualsevol de les novel·les que Goldman suggerís. Goldman va triar The Moving Target, la primera novel·la. Kastner va dir més tard que va pagar a Macdonald 1.000 dòlars pels drets de la pel·lícula i a Goldman 5.000 dòlars per fer el guió.
Segons Goldman, el guió es va oferir primer a Frank Sinatra, que el va rebutjar, i després a Paul Newman, que estava impacient per acceptar, ja que acabava de fer la pel·lícula Lady L, i tenia ganes de fer alguna cosa contemporània. El fitxatge de Newman es va anunciar el març de 1965. Kastner va muntar la pel·lícula a Warner Bros amb un pressupost de 3,3 milions de dòlars, dels quals Kastner va obtenir 500.000 dòlars.
El guió originalment es deia Archer . El nom del personatge principal es va canviar de Lew Archer a Harper perquè els productors no havien comprat els drets de la sèrie, només de The Moving Target . Goldman més tard va escriure "així que necessitàvem un nom diferent i Harper semblava bé, el tipus insisteix en coses, és essencialment el que fa per guanyar-se la vida". Goldman diu que Newman volia un títol amb la lletra H, ja que va tenir sort amb títols d'una paraula que començaven per "H", com ara The Hustler i Hud .
"És una pel·lícula de tipus Bogie", va dir Newman, i va afegir que la diferència en el personatge d'ull privat "és el nivell de compromís. Té més sentit de l'humor sobre la seva feina".

### Jack Smight
Goldman diu que la pel·lícula es va oferir originalment a un director que estava involucrat en una baralla legal amb Warners. El treball finalment va ser per Jack Smight, més conegut aleshores pel seu treball televisiu, que recentment havia signat un acord de sis pel·lícules amb Warner Bros. El tercer dia (1965) va ser la primera i Harper havia de ser la segona.
Segons Smight, Paul Newman havia admirat alguns dels treballs del director per a la televisió. El director es va reunir amb Newman, va parlar del guió i va rebre l'aprovació de l'estrella. En contrast amb les seves dues primeres funcions, a Smight li va encantar el guió de Harper.
Smight va dir més tard "intentar una història privada a l'altura de tots aquests "Bons" podria haver estat un negoci arriscat. Volíem capturar algunes de les qualitats de Double Indemnity i totes aquelles anteriors Raymond Chandlers i Hammetts, és a dir, fer un treball realment una bona pel·lícula, sense que m'acusessin de retrocedir. Vaig estudiar algunes d'aquestes imatges per veure què les feia funcionar. Una cosa fantàstica que tenien per ells era que la gent del personatge era tan explícita visualment: quan Peter Lorre o Sydney Greenstreet van entrar. Bogart, no necessitaves cap explicació. Avui és més difícil trobar-los, simplement no s'estan desenvolupant com abans".
Smight va demanar i va aconseguir temps d'assaig per a la pel·lícula.

### Rodatge
A la seqüència del títol, Newman enfonsa el cap en una pica plena de glaçons per despertar-se; una mica que va repetir a la pel·lícula de 1973 El cop . Newman seguia aquesta rutina cada matí a la vida real.
Robert Wagner va recordar més tard que Jack Smight "manava de confiança; la seva dona va estar amb ell al plató durant tot el rodatge i semblava funcionar com una mena de manta de seguretat. Això era molest perquè un plató de pel·lícula deriva la seva temperatura específica de l'estrella i del director. El nostre director estava nerviós, cosa que pot posar nerviós el repartiment i l'equip. Però Paul va fingir no adonar-se'n i la seva confiança es va estendre a la resta del repartiment. El motiu pel qual estava segur era perquè el guió de William Goldman era ajustat i divertit i el repartiment es va mantenir. les coses bullen".

## Recepció
La pel·lícula va ser un èxit de taquilla i va llançar la carrera de Goldman com a guionista.

## Taquilla
La pel·lícula va guanyar 5,3 milions de dòlars en lloguers el 1966.

## Seqüela
Goldman va adaptar The Chill, una altra novel·la de Macdonald, per als mateixos productors, però no es va rodar. Paul Newman es va retirar del projecte i Sam Peckinpah es va adjuntar com a director durant un temps mentre la pel·lícula es va muntar a Commonwealth United Entertainment. Quan aquesta companyia va acabar amb les seves operacions cinematogràfiques, The Chill no es va fer.
The Drowning Pool (1950), una altra novel·la de Macdonald, va ser adaptada al cinema —amb Newman, qui va repetir el paper de Harper— i va ser estrenada per Warner Bros. el 1975.